# (101429) 1998 VF31
(101429) 1998 VF31 es un asteroide troyano de Marte que orbita 60° por detrás de Marte, en el punto lagrangiano L5 de ese planeta.
Estudios espectrales efectuados en 2007 revelan similitudes con el asteroide (5261) Eureka, primero de los troyanos descubiertos en Marte, al que le siguieron (121514) 1999 UJ7 y 2007 NS2 en el punto lagrangiano L4, 60° por delante de Marte, incluyendo una gran proporción de metal y acondrita, así como similares indicios de erosión espacial en el regolito en su superficie, por lo que, teniendo en cuenta la extrema estabilidad de sus órbitas (que habrían así mantenido durante la mayor parte de la historia del Sistema Solar), es posible que ambos sean asteroides primordiales de Marte.